# 南非駐外機構列表

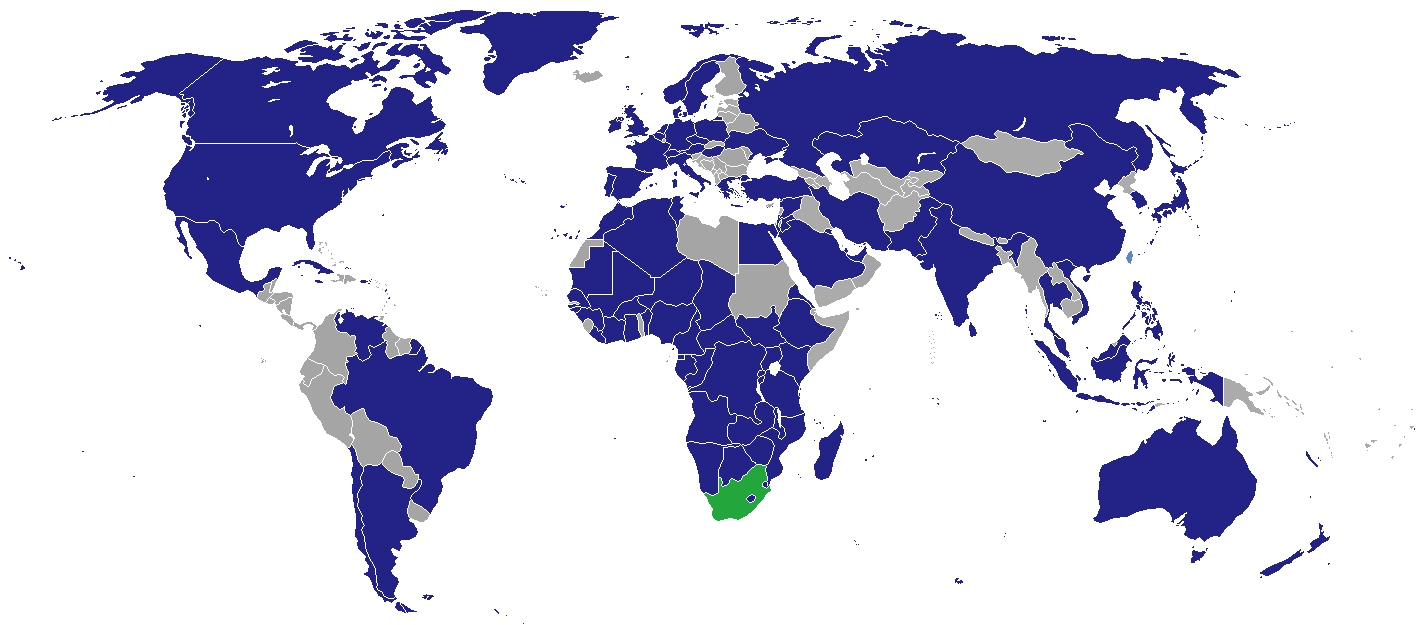
南非外交使团驻在国

目前南非共有九十三個駐外大使館及高級專員署，大多數集中在非洲地區。特別的是南非駐瑞士大使館兼轄國包含教廷。

## 亞洲
| - 南非駐华大使館 - 南非駐上海總領事館 - 南非駐香港總領事館 - 南非聯絡辦事處 - 南非駐印度高級專員公署 - 南非駐孟買總領事館 - 南非駐印尼大使館 - 南非駐伊朗大使館 - 南非駐以色列聯絡辦事處 - 南非駐約旦大使館 - 南非駐日大使館 - 南非駐哈薩克大使館 - 南非駐韓大使館 - 南非駐科威特大使館 - 南非駐馬來西亞高級專員公署 - 南非駐阿曼大使館 | - 南非駐巴基斯坦高級專員公署 - 南非駐巴勒斯坦大使館 - 南非駐迦薩代表處 - 南非駐菲律賓大使館 - 南非駐卡達大使館 - 南非駐沙烏地阿拉伯大使館 - 南非駐新加坡高級專員公署 - 南非駐斯里蘭卡高級專員公署 - 南非駐敘利亞大使館 - 南非駐泰國大使館 - 南非駐土耳其大使館 - 南非駐阿拉伯聯合大公國大使館 - 南非駐杜拜總領事館 - 南非駐越南大使館 |

## 歐洲
| - 南非駐奧地利大使館 - 南非駐比利時大使館 - 南非駐保加利亞大使館 - 南非駐捷克大使館 - 南非駐丹麥大使館 - 南非駐芬蘭大使館 - 南非駐法國大使館 - 南非駐德國大使館 - 南非駐慕尼黑總領事館 - 南非駐希臘大使館 - 南非駐匈牙利大使館 - 南非駐愛爾蘭大使館 | - 南非駐義大利大使館 - 南非駐米蘭總領事館 - 南非駐荷蘭大使館 - 南非駐挪威大使館 - 南非駐波蘭大使館 - 南非駐葡萄牙大使館 - 南非駐俄羅斯大使館 - 南非駐西班牙大使館 - 南非駐瑞典大使館 - 南非駐瑞士大使館 - 南非駐烏克蘭大使館 - 南非駐英國高級專員公署 |

## 非洲
| - 南非駐阿爾及利亞大使館 - 南非駐安哥拉大使館 - 南非駐波札那高級專員公署 - 南非駐蒲隆地大使館 - 南非駐喀麥隆高級專員公署 - 南非駐查德大使館 - 南非駐葛摩高級專員公署 - 南非駐剛果大使館 - 南非駐象牙海岸大使館 - 南非駐民主剛果大使館 - 南非駐赤道幾內亞大使館 - 南非駐厄利垂亞大使館 - 南非駐衣索比亞大使館 - 南非駐加彭大使館 - 南非駐迦納高級專員公署 - 南非駐幾內亞大使館 - 南非駐肯亞高級專員公署 - 南非駐賴索托高級專員公署 | - 南非駐利比亞大使館 - 南非駐馬達加斯加大使館 - 南非駐馬拉威高級專員公署 - 南非駐馬利大使館 - 南非駐模里西斯高級專員公署 - 南非駐摩洛哥大使館 - 南非駐莫三比克高級專員公署 - 南非駐納米比亞高級專員公署 - 南非駐奈及利亞高級專員公署 - 南非駐盧安達大使館 - 南非駐塞內加爾大使館 - 南非駐史瓦濟蘭高級專員公署 - 南非駐坦尚尼亞高級專員公署 - 南非駐突尼西亞大使館 - 南非駐烏干達高級專員公署 - 南非駐尚比亞高級專員公署 - 南非駐辛巴威大使館 |

## 美洲
| - 南非駐阿根廷大使館 - 南非駐巴西大使館 - 南非駐聖保羅總領事館 - 南非駐加拿大高級專員公署 - 南非駐多倫多總領事館 - 南非駐智利大使館 - 南非駐古巴大使館 - 南非駐牙買加高級專員公署 | - 南非駐墨西哥大使館 - 南非駐秘魯大使館 - 南非駐美國大使館 - 南非駐芝加哥總領事館 - 南非駐洛杉磯總領事館 - 南非駐紐約總領事館 - 南非駐烏拉圭大使館 - 南非駐委內瑞拉大使館 |

## 大洋洲
- 南非駐澳大利亞高級專員公署
- 南非駐新西兰高級專員公署
- 南非駐斐济高級專員公署

## 國際組織
- 南非駐歐盟代表處（駐比利時大使館兼）
- 南非常駐聯合國代表團（駐紐約總領事館兼）
- 南非常駐聯合國日內瓦辦事處及其他國際組織代表團
- 南非常駐非洲聯盟代表團（駐衣索比亞大使館兼）
- 南非常駐聯合國非洲經濟委員會代表團（駐衣索比亞大使館兼）

## 外部連結
- 南非外交部（页面存档备份，存于）
- 南非駐台灣聯絡辦事處（页面存档备份，存于）
- 南非駐英國高級專員公署（页面存档备份，存于）